# Ludmiła Czernyszowa
Ludmiła Gieorgijewna Czernyszowa, z domu Prokoszyna (ros. Людмила Георгиевна Чернышёва (Прокошина), ur. 1 listopada 1952) – radziecka siatkarka. Dwukrotna medalistka olimpijska.
W reprezentacji Związku Radzieckiego grała w latach 1973–1982. Oprócz dwóch medali igrzysk olimpijskich – złota w 1980, srebra w 1976 – sięgnęła po 
srebro (1974) oraz brąz mistrzostw świata (1978). Trzykrotnie zostawała mistrzynią Europy (1975, 1977 i 1979), w 1981 była srebrną medalistką tej imprezy. W rozgrywkach krajowych grała w CSKA, w 1974 została mistrzynią ZSRR. W 1973 i 1974 triumfowała w Pucharze CEV.
Żona dwukrotnego medalisty olimpijskiego w piłce ręcznej Jewgienija Czernyszowa.